# Olof Sigfridssons hus

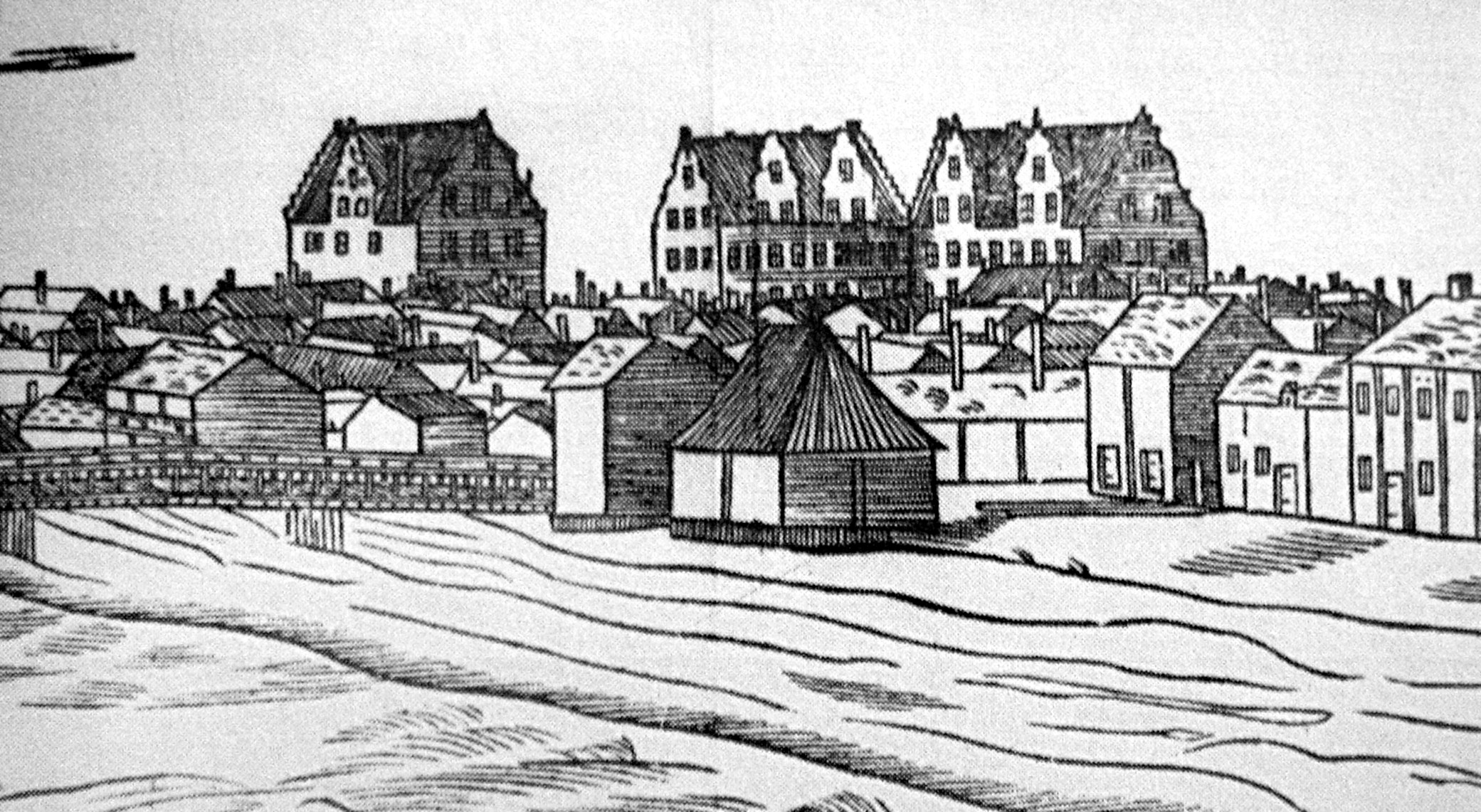
Stora Torget i Uppsala 1679, med dess då tre stora stenbyggnader. Från väster Olof Sigfridssons hus, i mitten Lohrmans hus och till höger Claes Edenbergs hus.

Olof Sigfridssons hus var en byggnad vid Stora Torget i Uppsala, mellan Östra Ågatan och Drottninggatan.
Gästgivaren Olof Sigfridsson inköpte 1638 och 1644 två tomter i det kvarter som sträckte sig från Fyrisån mot nordöst. I samband med upprättandet av den nya stadsplanen i Uppsala 1641 omformades de båda tomterna till en, där Olof Sigfridsson började uppföra ett stort stenhus, invid det nyanlagda torget. När byggnaden stod färdig är oklart, men på en förlageteckning för Sueciaverket av Erik Dahlbergh omkring 1660 är huset färdigställt. Byggnaden av tegel var slätputsad, rödfärgad och höjde sig tre våningar. Taket var ett brant sadeltak med trappstegsgavlar. Byggnaden blev illa åtgången i stadsbranden 1702. Återuppbyggandet verkar inte ha kommit igång förrän 1710 och pågick ännu 1713. Byggnaden försågs vid återuppbyggnaden med ett säteritak, och ytterväggarna täcktes av gulgrå puts. På 1810-talet byggdes huset om, antalet fönster utökades och huset försågs med ett nytt sadeltak med murad taklist i antik stil. I vinkel mot huvudbyggnaden mot Drottninggatan låg en tvåvånings bostadslänga i sten från 1600-talet. Även denna skadades vid 1702 års brand, men återuppbyggdes samtidigt med huvudbyggnaden mot Stora Torget.
1839 inköpte guldsmeden Anders Fredrik Hellman gården vid torget och 1841 den angränsade granntomten i nordväst mot Östra Ågatan, som då var bebyggd med träbebyggelse från 1700-talet. 1848 lät Hellman bygga om byggnaden, försåg den med frontespis och rusticerad bottenvåning, samtidigt som en ny byggnad uppfördes efter Drottninggatan i samma stil på platsen för det mindre 1600-talsstenhuset. 5 december 1859 utbröt en brand i ett av uthusen på Hellmans gård. Branden spred sig snabbt och förstörde all trähusbebyggelse i detta och angränsande kvarter. De nyuppförda stenhusen klarade sig dock. Efter detta uppfördes 1862–1863 en stenbyggnad i tre våningar med frontespis och rusticerad bottenvåning i en stil som anknöt till fasaderna mot Drottninggatan och Stora Torget.
1872 inrymdes Uplands enskilda bank i huset mot Stora Torget. Där höll banken till fram till dess den nya byggnaden tvärs över torget stod färdig 1909. Thulebolagen, som 1963 uppgick i Skandiakoncernen, förvärvade fastigheten 1943. Alla byggnaderna revs 1964 i samband med citysaneringen för byggnation av moderna affärsfastigheter.